# Jesús Gallego Marquina
Jesús Gallego Marquina (Zamora, 5 de febrero de 1900-Barcelona, 6 de enero de 1987) fue un pintor español. Realizó también incursiones en el terreno de la música llegando a ser barítono.

## Historia
Hijo de Víctor Gallego, un alcalde de Zamora, pasó su infancia en su ciudad natal. Estudió en los años 1920 en la Escuela de Bellas Artes de San Fernando de Madrid conociendo al escultor zamorano Enrique Lorenzo Salazar y fue pensionado por la Diputación Provincial de Zamora. Con la misma beca económica financiada por la diputación zamorana realizó estudios en la ciudad italiana de Florencia. Regresó a España y su primer estudio lo instaló en el popular barrio de Olivares. Ya casado, en 1931 regresó a Madrid donde instaló residencia. Participó de la intelectualidad de la época. Al poco de comenzar la segunda república logró la cátedra de dibujo de Enseñanza Media, ejerciéndola en Salamanca junto a su viejo amigo Unamuno. 
Durante la guerra civil residió en Madrid y al final de la contienda fue arrestado en las cercanías de Zamora. Cursó diez meses en la cárcel de Zamora, más otros dos años en la de Madrid, donde estuvo condenado a muerte. Finalmente la pena se conmutó y pudo ejercer de profesor en Barcelona desde el año 1942. Estuvo casado con Fe Carrascal y tuvo cinco hijos: Víctor (1930-2000), José Ignacio, María Teresa, Pilar y Alberto.